# Веллі-Гранд (Алабама)
Веллі-Гранд (англ. Valley Grande) — місто (англ. city) в США, в окрузі Даллас штату Алабама. Населення — 4190 осіб (2020).

## Географія
Веллі-Гранд розташоване за координатами 32°29′13″ пн. ш. 87°1′58″ зх. д. / 32.48694° пн. ш. 87.03278° зх. д. (32.486872, -87.032773).  За даними Бюро перепису населення США в 2010 році місто мало площу 87,59 км², з яких 86,78 км² — суходіл та 0,81 км² — водойми.

## Демографія
Згідно з переписом 2010 року, у місті мешкало 4020 осіб у 1559 домогосподарствах у складі 1173 родин. Густота населення становила 46 осіб/км².  Було 1688 помешкань (19/км²).
Расовий склад населення:
| - 75,2 % — білих - 23,0 % — чорних або афроамериканців - 0,4 % — корінних американців - 0,4 % — азіатів |

До двох чи більше рас належало 0,8 %. Частка іспаномовних становила 0,5 % від усіх жителів.
За віковим діапазоном населення розподілялося таким чином: 23,6 % — особи молодші 18 років, 61,6 % — особи у віці 18—64 років, 14,8 % — особи у віці 65 років та старші. Медіана віку мешканця становила 42,4 року. На 100 осіб жіночої статі у місті припадало 94,7 чоловіків;  на 100 жінок у віці від 18 років та старших — 92,0 чоловіків також старших 18 років.
Середній дохід на одне домашнє господарство  становив 66 516 доларів США (медіана — 55 134), а середній дохід на одну сім'ю — 68 407 доларів (медіана — 58 036). За межею бідності перебувало 12,3 % осіб, у тому числі 28,0 % дітей у віці до 18 років та 5,2 % осіб у віці 65 років та старших.
Цивільне працевлаштоване населення становило 1675 осіб. Основні галузі зайнятості: освіта, охорона здоров'я та соціальна допомога — 25,5 %, виробництво — 16,1 %, роздрібна торгівля — 14,4 %.